# Eje intestino-cerebro

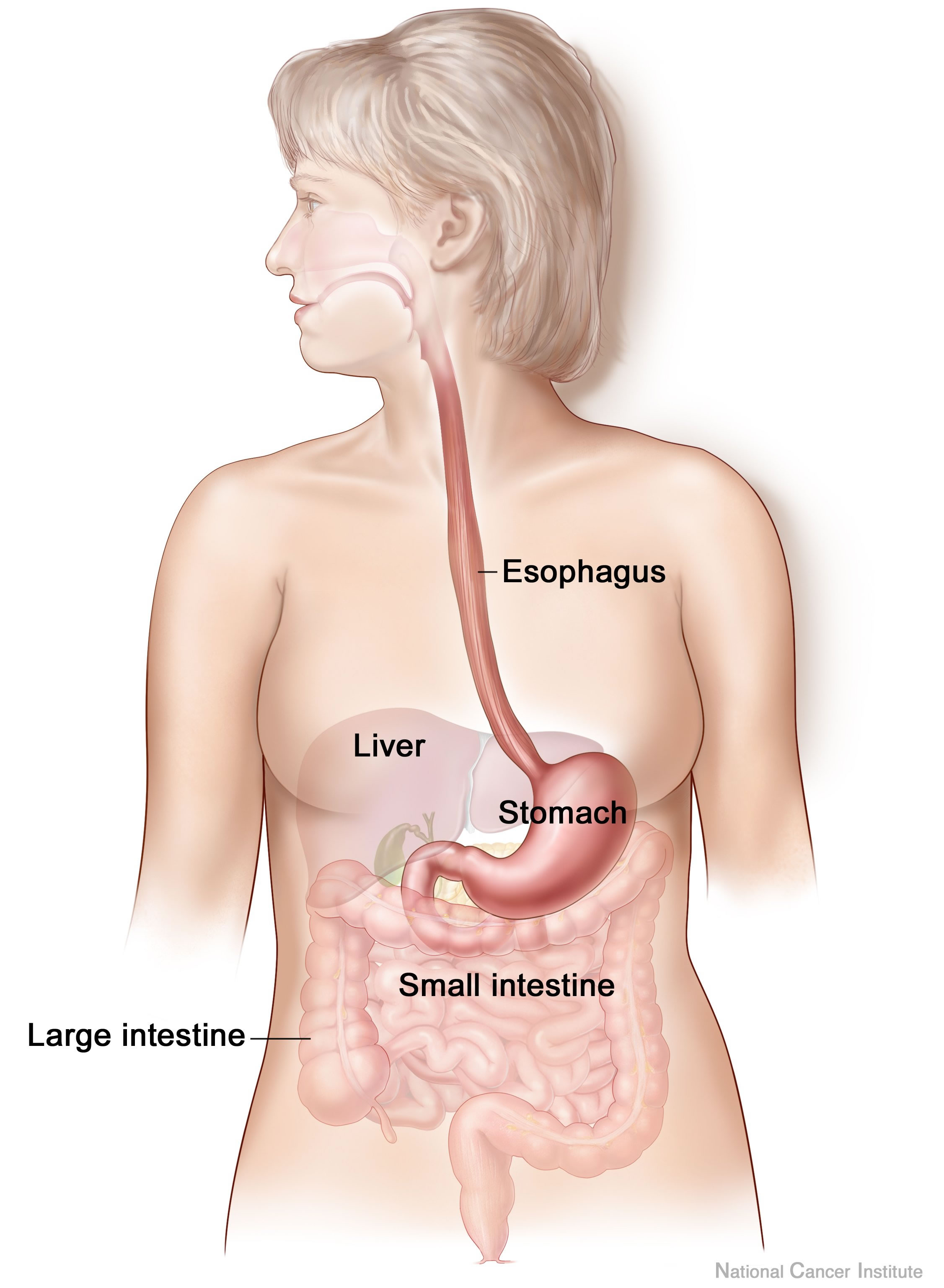
El eje intestino-cerebro es la relación entre el tracto gastrointestinal y la función y el desarrollo del cerebro.

El eje intestino-cerebro es la señalización bioquímica bidireccional que tiene lugar entre el tracto gastrointestinal (tracto GI) y el sistema nervioso central (SNC). El término "eje intestino-cerebro" también se utiliza ocasionalmente para referirse al papel de la flora intestinal en la interacción. El "eje microbiota-intestino-cerebro (MGB o BGM)" incluye explícitamente el papel de la flora intestinal en los eventos de señalización bioquímica que tienen lugar entre el tracto GI y el SNC. En términos generales, el eje intestino-cerebro incluye el sistema nervioso central, el sistema neuroendocrino, los sistemas neuroinmunitarios, el Eje hipotalámico-hipofisario-adrenal (eje HPA), los brazos simpático y parasimpático del sistema nervioso autónomo, el sistema nervioso entérico, el nervio vago, y la microbiota intestinal .
La primera de las interacciones cerebro-intestino mostradas fue la fase cefálica de la digestión, en la liberación de secreciones gástricas y pancreáticas en respuesta a señales sensoriales, como el olfato y la vista de los alimentos. Esto fue demostrado por primera vez por Pavlov.
El interés en el campo fue provocado por un estudio de 2004 que mostró que los ratones libres de gérmenes (GF) mostraban una respuesta exagerada del eje HPA al estrés en comparación con los ratones de laboratorio no GF.

Hasta octubre de 2016, la mayor parte del trabajo realizado sobre el papel de la flora intestinal en el eje intestino-cerebro se enfoca en animales o sobre la caracterización de los diversos compuestos neuroactivos que puede producir la flora intestinal. Los estudios con humanos, midiendo las variaciones en la flora intestinal entre personas con diversas afecciones psiquiátricas y neurológicas o cuando están estresadas, o midiendo los efectos de varios probióticos (denominados "psicobióticos " en este contexto), en general habían sido pequeños y apenas comenzaban a generalizarse. Aún no está claro si los cambios en la flora intestinal son el resultado de una enfermedad, una causa de la enfermedad o ambos en cualquier número de posibles circuitos de retroalimentación en el eje intestino-cerebro.

## Sistema nervioso del intestino

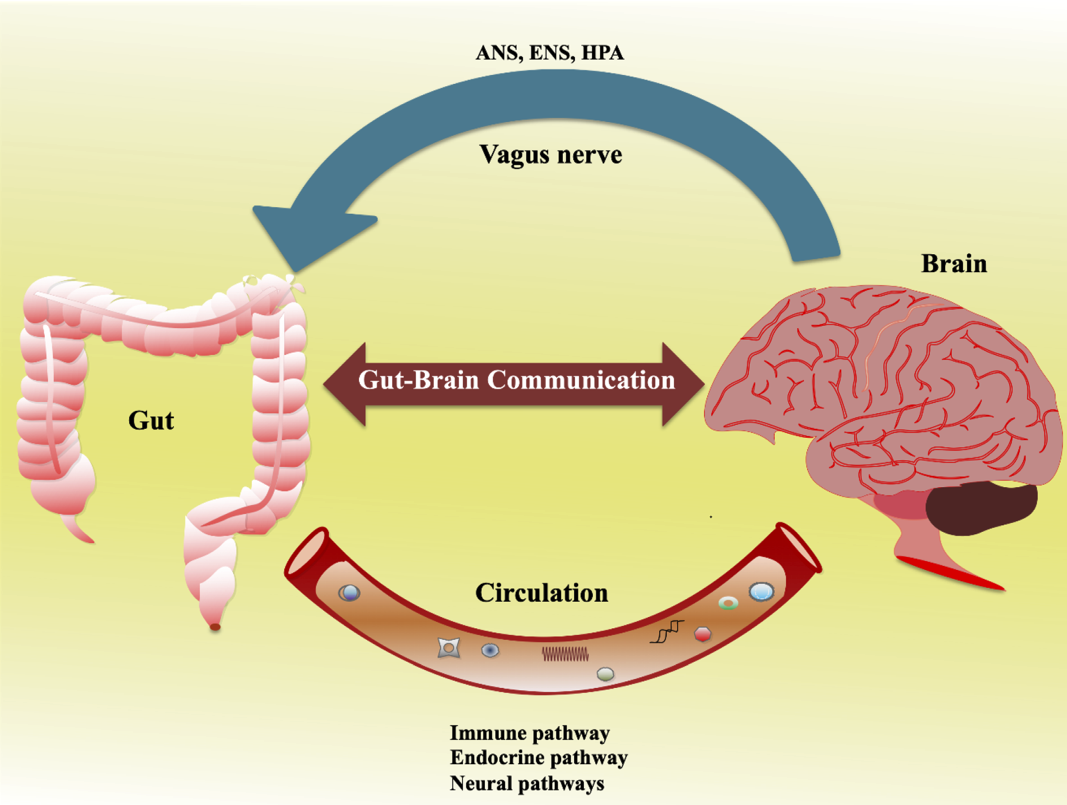
Comunicación intestino-cerebro

El sistema nervioso entérico es una de las principales divisiones del sistema nervioso y consiste en un sistema de neuronas en forma de malla que gobierna la función del sistema gastrointestinal; se lo ha descrito como un "segundo cerebro" por varias razones. El sistema nervioso entérico puede funcionar de forma autónoma. Normalmente, se comunica con el sistema nervioso central (SNC) a través de los sistemas nerviosos parasimpático (por ejemplo, a través del nervio vago) y simpático (por ejemplo, a través de los ganglios prevertebrales). Sin embargo, los estudios en vertebrados muestran que cuando se corta el nervio vago, el sistema nervioso entérico continúa funcionando. 
En los vertebrados, el sistema nervioso entérico incluye neuronas eferentes, neuronas aferentes e interneuronas, todas las cuales hacen que el sistema nervioso entérico sea capaz de transportar reflejos en ausencia de impulsos del SNC. Las neuronas sensoriales informan sobre las condiciones mecánicas y químicas. A través de los músculos intestinales, las neuronas motoras controlan la peristalsis del contenido intestinal. Otras neuronas controlan la secreción de enzimas. El sistema nervioso entérico también utiliza más de 30 neurotransmisores, la mayoría de los cuales son idénticos a los que se encuentran en el SNC, como la acetilcolina, la dopamina y la serotonina. Más del 90% de la serotonina del cuerpo se encuentra en el intestino, así como aproximadamente el 50% de la dopamina del cuerpo; la función dual de estos neurotransmisores es una parte activa de la investigación intestino-cerebro.
Se demostró que la primera de las interacciones intestino-cerebro se produce entre la vista y el olfato de los alimentos y la liberación de secreciones gástricas, conocida como fase cefálica o respuesta cefálica de la digestión.

## Integración intestino-cerebro
El eje intestino-cerebro, un sistema de comunicación neurohumoral bidireccional, es importante para mantener la homeostasis y está regulado a través de los sistemas nerviosos entérico central y las vías neural, endocrina, inmunitaria y metabólica, y especialmente incluyendo el Eje hipotalámico-hipofisario-adrenal (Eje HPA). Ese término se ha ampliado para incluir el papel de la flora intestinal como parte del "eje microbioma-intestino-cerebro", un vínculo de funciones que incluye la flora intestinal.
El interés en el campo fue provocado por un estudio de 2004 (Nobuyuki Sudo y Yoichi Chida) que mostró que los ratones libres de gérmenes (ratones de laboratorio genéticamente homogéneos, nacidos y criados en un ambiente antiséptico) mostraban una respuesta exagerada del eje HPA al estrés, en comparación con los que no lo eran. Ratones de laboratorio GF.
La flora intestinal puede producir una variedad de moléculas neuroactivas, como acetilcolina, catecolaminas, ácido γ-aminobutírico, histamina, melatonina y serotonina, que son esenciales para regular la peristalsis y la sensación en el intestino. Los cambios en la composición de la flora intestinal debido a la dieta, los medicamentos o las enfermedades se correlacionan con los cambios en los niveles de citocinas circulantes, algunos de los cuales pueden afectar la función cerebral. La flora intestinal también libera moléculas que pueden activar directamente el nervio vago, que transmite información sobre el estado de los intestinos al cerebro.
Asimismo, situaciones de estrés crónico o agudo activan el Eje hipotalámico-hipofisario-adrenal, provocando cambios en la microbiota intestinal y el epitelio intestinal, y posiblemente con efectos sistémicos. Además, la vía antiinflamatoria colinérgica, que envía señales a través del nervio vago, afecta el epitelio y la flora intestinales. El hambre y la saciedad están integrados en el cerebro, y la presencia o ausencia de alimentos en el intestino y los tipos de alimentos presentes también afectan la composición y actividad de la flora intestinal.
Dicho esto, la mayor parte del trabajo que se ha realizado sobre el papel de la flora intestinal en el eje intestino-cerebro se ha realizado en animales, incluidos los ratones altamente artificiales libres de gérmenes. A partir de 2016, los estudios con humanos que miden los cambios en la flora intestinal en respuesta al estrés, o que miden los efectos de varios probióticos, generalmente han sido pequeños y no pueden generalizarse; no está claro si los cambios en la flora intestinal son el resultado de una enfermedad, una causa de la enfermedad o ambos en cualquier número de posibles circuitos de retroalimentación en el eje intestino-cerebro.
La historia de las ideas sobre la relación entre el intestino y la mente data del siglo XIX. Los conceptos de dispepsia y neurastenia gástrica se referían a la influencia del intestino en las emociones y pensamientos humanos.

## Eje intestino-cerebro-piel
Ya en 1930 se propuso una teoría unificadora que vinculaba los mecanismos gastrointestinales con la ansiedad, la depresión y las afecciones de la piel como el acné. En un artículo de 1930, se propuso que los estados emocionales podrían alterar la flora intestinal normal, lo que podría conducir a un aumento permeabilidad intestinal y, por lo tanto, contribuyen a la inflamación sistémica. Desde entonces se han validado muchos aspectos de esta teoría. Se ha descubierto que la microbiota intestinal y los probióticos orales influyen en la inflamación sistémica, el estrés oxidativo, el control glucémico, el contenido de lípidos en los tejidos y el estado de ánimo.

## Flora intestinal

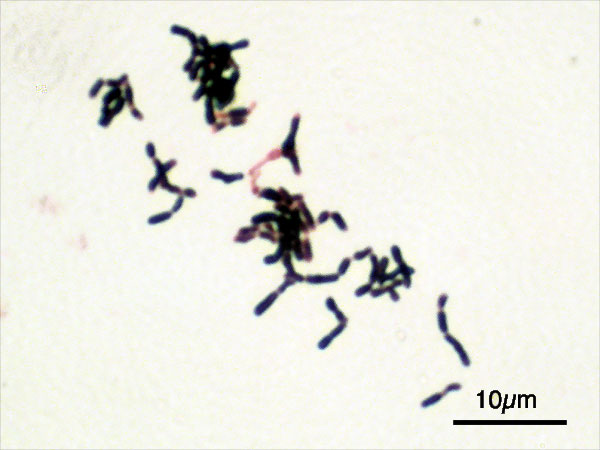
Bifidobacterium adolescentis

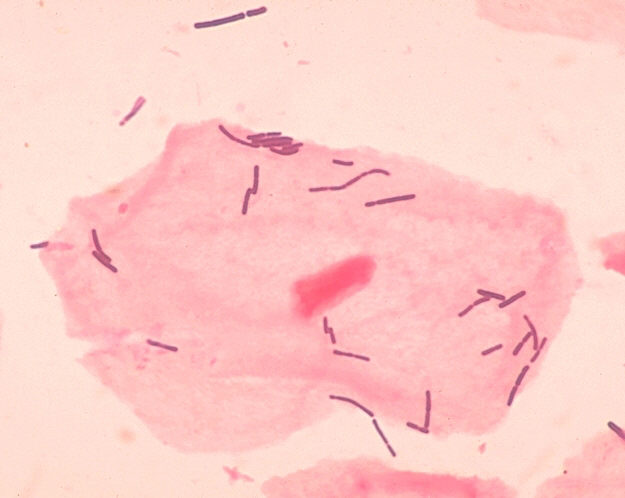
Lactobacillus sp 01

La flora intestinal es la comunidad compleja de microorganismos que viven en el tracto digestivo de los humanos y otros animales. El metagenoma intestinal es el agregado de todos los genomas de la microbiota intestinal. El intestino es un nicho en el que habita la microbiota humana.
En los humanos, la microbiota intestinal tiene la mayor cantidad de bacterias y la mayor cantidad de especies, en comparación con otras áreas del cuerpo. En los seres humanos, la flora intestinal se establece entre uno y dos años después del nacimiento; en ese momento, el epitelio intestinal y la barrera de la mucosa intestinal que secreta se han desarrollado conjuntamente de una manera que es tolerante e incluso de apoyo a la flora intestinal y que también proporciona una barrera a los organismos patógenos.
La relación entre la microbiota intestinal y los humanos no es meramente comensal (una convivencia no dañina), sino más bien una relación mutualista. Los microorganismos intestinales humanos benefician al huésped al recolectar la energía de la fermentación de carbohidratos no digeridos y la subsiguiente absorción de ácidos grasos de cadena corta (AGCC), acetato, butirato y propionato. Las bacterias intestinales también desempeñan un papel en la síntesis de vitamina B y K, así como en la metabolización de ácidos biliares, esteroles y xenobióticos. La importancia sistémica de los AGCC y otros compuestos que producen son como hormonas y la propia flora intestinal parece funcionar como un órgano endocrino; desregulación de la flora intestinal se ha correlacionado con una serie de afecciones inflamatorias y autoinmunes.
La composición de la flora intestinal humana cambia con el tiempo, cuando cambia la dieta y cambia la salud en general. En general, el ser humano promedio tiene más de 1000 especies de bacterias en su microbioma intestinal, siendo Bacteroidota y Bacillota los filos dominantes. Las dietas ricas en alimentos procesados y productos químicos no naturales pueden alterar negativamente las proporciones de estas especies, mientras que las dietas altas en alimentos integrales pueden alterar positivamente las proporciones. Los factores de salud adicionales que pueden sesgar la composición de la flora intestinal son los antibióticos y los probióticos. Los antibióticos tienen un impacto severo en la flora intestinal, eliminando las bacterias buenas y malas. Sin una rehabilitación adecuada, es fácil que las bacterias dañinas se conviertan en dominantes. Los probióticos pueden ayudar a mitigar esto al suministrar bacterias saludables al intestino y reponer la riqueza y diversidad de la flora intestinal. Hay muchas cepas de probióticos que se pueden administrar según las necesidades de un individuo específico.

## Investigación

### Probióticos
Una revisión sistemática de estudios con animales de laboratorio y ensayos clínicos preliminares en humanos utilizando cepas de bacterias probióticas disponibles comercialmente encontró que ciertas especies de los géneros Bifidobacterium y Lactobacillus (B. longum, B. breve, B. infantis, L.helveticus, L .rhamnosus, L. plantarum y L. casei) tenían el mayor potencial para ser útiles para ciertos trastornos del sistema nervioso central.

### Trastornos de ansiedad y estado de ánimo
A partir de 2018, el trabajo sobre la relación entre la flora intestinal y los trastornos de ansiedad y los trastornos del estado de ánimo, así como los intentos de influir en esa relación mediante el uso de probióticos o prebióticos (llamados "psicobióticos"), se encontraba en una etapa temprana, sin evidencia suficiente para sacar conclusiones sobre un papel causal de los cambios en la flora intestinal en estas afecciones, o sobre la eficacia de cualquier tratamiento probiótico o prebiótico.
Las personas con ansiedad y trastornos del estado de ánimo tienden a tener problemas gastrointestinales; se han realizado pequeños estudios para comparar la flora intestinal de personas con trastorno depresivo mayor y personas sanas, pero esos estudios han tenido resultados contradictorios.
Se generó mucho interés en el papel potencial de la flora intestinal en los trastornos de ansiedad, y más en general en el papel de la flora intestinal en el eje intestino-cerebro, en estudios con ratones libres de gérmenes tuvieron una respuesta exagerada del eje HPA al estrés causado por estar restringido, que se revirtió al colonizar su intestino con una especie de Bifidobacterium. Los estudios que analizan la separación materna para ratas muestran que el estrés neonatal conduce a cambios a largo plazo en la microbiota intestinal, como su diversidad y composición, que también conducen al estrés y comportamientos similares a la ansiedad. Además, aunque se había realizado mucho trabajo a partir de 2016 para caracterizar varios neurotransmisores que se sabe que están involucrados en la ansiedad y los trastornos del estado de ánimo que puede producir la flora intestinal (por ejemplo, las especies de Escherichia, Bacillus y Saccharomyces pueden producir noradrenalina; Candida, Streptococcus y Escherichia especies pueden producir serotonina, etc.) las interrelaciones y vías por las cuales la flora intestinal podría afectar la ansiedad en los seres humanos no son claras.
En un estudio con ratones libres de gérmenes se sometieron a trasplantes fecales con microbios de humanos con trastorno depresivo mayor mostraron más comportamientos asociados con la ansiedad y la depresión que aquelllos trasplantados con microbios de humanos sanos. La composición taxonómica de la microbiota entre pacientes deprimidos y sanos, así como entre los respectivos ratones, también difirió. En otro estudio, los ratones libres de gérmenes también mostraron comportamientos asociados con la ansiedad y la depresión en comparación con los ratones con microbiota normal, y tenían niveles más altos de corticosterona después de la exposición a pruebas de comportamiento.
La composición microbiana del microbioma intestinal cambia según la hora del día, lo que significa que a lo largo del día, el intestino está expuesto a diversos metabolitos producidos por los microbios activos durante ese tiempo. Estos cambios microbianos están asociados con diferencias en la transcripción de genes del reloj circadiano involucrados en el ritmo circadiano. Un estudio con ratones mostró que la alteración de la transcripción del gen del reloj al interrumpir el ritmo circadiano, como a través de la privación del sueño, tiene potencialmente un efecto directo sobre la composición del microbioma intestinal. Otro estudio encontró que los ratones que no podían producir la proteína CLOCK, producida por un gen del reloj, tenían más probabilidades de desarrollar depresión. El estrés y las alteraciones del sueño pueden conducir a una mayor permeabilidad de la mucosa intestinal a través de la activación del eje HPA. Esto a su vez provoca respuestas inmunitarias inflamatorias que contribuyen al desarrollo de enfermedades que provocan depresión y ansiedad.

### Autismo
Alrededor del 70% de las personas con autismo también tienen problemas gastrointestinales, y el autismo a menudo se diagnostica en el momento en que se establece la flora intestinal, lo que indica que puede haber una conexión entre el autismo y la flora intestinal. Algunos estudios han encontrado diferencias en la flora intestinal de los niños con autismo en comparación con los niños sin autismo, sobre todo elevaciones en la cantidad de Clostridium en las heces de los niños con autismo en comparación con las heces de los niños sin autismo, pero estos resultados han no se ha replicado de forma coherente. Muchos de los factores ambientales que se cree que son relevantes para el desarrollo del autismo también afectarían la flora intestinal, dejando abierta la pregunta de si desarrollos específicos en la flora intestinal impulsan el desarrollo del autismo o si esos desarrollos ocurren al mismo tiempo. A partir de 2016, los estudios con probióticos solo se han realizado con animales; los estudios de otros cambios en la dieta para tratar el autismo no han sido concluyentes.

### Enfermedad de Parkinson
En un estudio que comparaba la flora intestinal de personas con enfermedad de Parkinson, encontró que las personas con Parkinson tenían niveles más bajos de Prevotellaceae y las personas con Parkinson que tenían niveles más altos de Enterobacteriaceae tenían síntomas clínicamente más graves; los autores del estudio no sacaron conclusiones sobre si los cambios en la flora intestinal estaban impulsando la enfermedad o viceversa.

### Enfermedad de Alzheimer
Estudios recientes han mostrado que una microbiota intestinal desequilibrada, están asociados con la EA tanto en pruebas humanas como en modelos animales. Este desequilibrio permite que endotoxinas como el lipopolisacárido (LPS) atraviesen la barrera hematoencefálica, desencadenando neuroinflamación. Además, el microbioma en pacientes con EA influye en la neuroinflamación a través de metabolitos bacterianos (TMAO y AGCC) y de citocinas proinflamatorias como el TNF-β, IL-1β e IL-6. Este desequilibrio también aumenta las bacterias que promueven la inflamación (por ejemplo, Escherichia/Shigella, Verrucomicrobia, Pseudomonas aeruginosa y Proteobacteria) y reduce bacterias con propiedades antiinflamatorias (como B. fragilis, E. hallii, F. prausnitzii, E. rectale y Bifidobacterium), lo cual contribuye a la formación de placas de beta-amiloide y a características de EA, como la resistencia a la insulina y el estrés oxidativo. Estudios también indican que la reducción de niveles de butirato, derivada de la disbiosis, puede afectar la función mitocondrial y aumentar la producción de especies reactivas de oxígeno (ROS).
Comparados con individuos sanos, los pacientes con EA presentan menores niveles de Firmicutes y mayores niveles de Proteobacteria.También se han observado niveles elevados de LPS en el plasma sanguíneo, el neocórtex y el hipocampo de pacientes con EA. Además, la disbiosis intestinal puede afectar la disponibilidad de triptófano y serotonina, precursores de neurotransmisores como la dopamina y la norepinefrina, esenciales para el funcionamiento cerebral adecuado.
Se han detectado amiloides funcionales en varias especies microbianas, incluyendo S. cerevisiae y la familia Enterobacteriaceae que son reconocidos por los receptores de tipo Toll 2 (TLR-2) en las células microgliales del sistema nervioso entérico, activando factores como el NF-kB y el TNF-α, lo cual aumenta la actividad de la enzima BACE1 (beta-secretasa), desencadenando la formación de beta-amiloide. BACE1 es clave para producir todas las formas de amiloide-β (Aβ), incluidas las especies tóxicas Aβ42 asociadas a la EA.
Además, modelos animales ofrecen más información sobre el rol de la microbiota en la EA. Estudios en Drosophila y ratoneshan demostrado que los cambios en la microbiota intestinal con la edad incrementan la permeabilidad intestinal y la inflamación sistémica. Amiloides microbianos de S. cerevisiae y E. coli han inducido agregación de amiloides en modelos de ratón, lo que sugiere que los amiloides inducidos por microbios pueden exhibir propiedades similares a las de los priones. En otro estudio, la curli de S. typhimurium promovió la producción de IL-22, IL-17α e IL-6 en el epitelio intestinal, aunque la respuesta fue menor en ratones sin receptores TLR-2. Además, inyecciones de LPS en ratas aumentaron la expresión de citocinas proinflamatorias en el cerebro y la acumulación de placas de beta-amiloide.

### El Deterioro Cognitivo Leve (DCL)
El papel específico de la microbiota intestinal (MI) en el Deterioro Cognitivo Leve (DCL) aún no se comprende del todo pero existen varios estudios sobre el tema. Por ejemplo, en un estudio detectó que los pacientes con DCL y amiloidosis cerebral tenían niveles más bajos de E. rectale y niveles más altos de especies de Escherichia/Shigella.Otros estudios también han indicado que los cambios en la inflamación vascular  y en el sistema neuroinflamatorio. Una investigación concluyó que la presencia de bacterias Bacteroides estaba relacionada con el DCL en pacientes con atrofia en el hipocampo.
Estudios sugieren que funciones cognitivas como la memoria son influenciadas por el lipopolisacárido bacteriano (LPS).También se ha encontrado LPS en el hipocampo y en el lóbulo temporal de la neocorteza en pacientes con Alzheimer. En un estudio con ratones envejecidos asociaron problemas de memoria espacial y ansiedad con un aumento en la permeabilidad intestinal, inflamación y predominio de bacterias como Clostridium, Porphyromonadaceae, Odoribacter y Butyricimonas. Se observó problemas de memoria similares en perros, en los cuales se detectaron menos bacterias Fusobacteria en individuos mayores, mientras que aquellos con mejor memoria presentaron niveles más bajos de Actinobacteria.

### Demencia
La mala alimentación y la obesidad se han relacionado  con el deterioro cognitivo y la demencia. Se ha sugerido que el eje IC, la resistencia a la insulina y la inflamación cerebral, están entre los mecanismos posibles que contribuyen al desarrollo de la demencia.
Estudios en adultos mayores parecen indicar una relación entre la flexibilidad cognitiva y la dieta. Se observó en modelos preclínicos con ratones, donde una dieta alta en grasas o azúcares modificó la microbiota intestinal y la capacidad cognitiva, incluyendo una menor plasticidad sináptica y una mayor vulnerabilidad a comportamientos de ansiedad. Otro modelo preclínico con ratas que siguieron una dieta saludable en la adolescencia, se observó en la edad adulta que tenían una mejor capacidad cognitiva y mayor diversidad microbiana.
Otros modelos con ratones asociaron la recolonización del intestino con dificultades cognitivas. Se observó que la bacteria B. wadsworthia afectó de forma negativa el hipocampo. Niveles de metabolitos derivados del microbioma, como el ácido láctico en heces, se asociaron negativamente con el riesgo de demencia.

### Demencia con cuerpos de Lewy
A diferencia de la enfermedad de Parkinson, donde la influencia de la MI ha sido ampliamente estudiada, los datos sobre su impacto en la DCL son escasos. Un estudio reciente encontró que los géneros productores de ácidos grasos de cadena corta (SCFA) están reducidos en pacientes con DCL, mientras que Collinsella y Ruminococcus torques están aumentados, un hallazgo no observado en pacientes con Parkinson. Estos microorganismos elevan los niveles de ácido ursodesoxicólico (UDCA) en pacientes con DCL, lo que podría mitigar la neuroinflamación. Se ha sugerido que la intervención para aumentar Bifidobacterium y sus metabolitos podría tener potencial terapéutico.Aunque los estudios iniciales sugieren que los cambios en la MI podrían influir en los síntomas de la DCL y en la neuroinflamación, aún falta comprender muchos aspectos. Además, se ha observado que los hombres presentan una mayor prevalencia de demencia con cuerpos de Lewy, lo que sugiere que el dimorfismo sexual podría desempeñar un papel en la interacción entre la microbiota y la enfermedad.